# جاي هربرت
جاي هربرت (بالإنجليزية: Jai Herbert؛ مواليد 13 مايو 1988) هو مُقاتل فنون قتالية مختلطة إنجليزي.

## وصلات خارجية
- جاي هربرت على موقع يو إف سي (الإنجليزية)
- جاي هربرت على موقع شيردوغ (الإنجليزية)
- جاي هربرت على موقع Tapology.com (الإنجليزية)